# Singapur en los Juegos Paralímpicos de Atenas 2004
Singapur estuvo representado en los Juegos Paralímpicos de Atenas 2004 por siete deportistas, cuatro hombres y tres mujeres. El equipo paralímpico singapurense no obtuvo ninguna medalla en estos Juegos.